# Дранка (заказник)
Дра́нка — ботанічний заказник місцевого значення в Україні. Розташований на території Дранської сільської ради Тульчинського району Вінницької області. 
Площа 22,2 га. Оголошений відповідно до рішення 13 сесії Вінницької обласної ради 22 скликання № 903 від 26.12.1997 р. Перебуває у віданні: Дранська сільська рада. 
На південній межі ділянки простягається глибока балка площею 6 га. На даній ділянці ґрунтовий покрив становить: темно-сірі та чорноземні опідзолені середньозмиті важкосуглинисті ґрунти. На даній території ділянка природної степової рослинності, де значне місце поряд з вузьколистими злаками займають бобові та різнотрав'я, а також малопоширені рослини — тонконіг лісовий, зірочник ланцетолистий, копитняк європейський, глуха кропива, фіалка. 
Серед бобових найпоширеніші: конюшина альпійська і тонколиста, люцерна румунська. У складі різнотрав'я переважають: горицвіт весняний, гадючник шестипелюстковий, молочай степовий. На південній околиці ділянки трапляються степові чагарники.